# Quantificació (processament d'àudio)
En processament digital de senyals, la quantificació és la discretització d'un rang continu d'amplituds per arrodoniment o truncament de valors. El resultat serà un grup més reduït d'amplituds discretes.
Aquest article descriu aspectes de la quantificació relacionats amb senyals de veu i àudio, així com les seves aplicacions.

## Quantificació de veu i àudio i aplicacions
Després del mostreig, els senyals de veu seran representats per un nombre fix de valors, en un procés conegut com a PCM o Pulse Code Modulation. (tenim PCM uniforme, no uniforme, logarítmic...), tenint en compte la naturalesa del senyal. Segueix els esquemes de quantificació estàndard (tenim PCM uniforme, no uniforme, logarítmic...), tenint en compte la naturalesa del senyal.
En el cas de l'àudio, tenim que els valors d'amplituds petites són més probables (molts passos per zero), així com passa en el cas de la veu, on aquestes amplituds petites són les més importants per a la percepció de la parla, per sobre dels valors alts.
Això ho té en compte la telefonia, que aplica una quantificació logarítmica i normalment de 8 bits per mostra. Això equival a dir que els possibles valors del senyal de veu analògic (rang continu) seran reduïts a 256 nivells (etiquetats després a la codificació amb un nombre binari de 8 bits). La quantificació introdueix un soroll de quantificació al senyal, tot i que el resultat final és suficient per assegurar la intel·ligibilitat de la parla.
D'altra banda, el CD d'àudio fa servir una quantificació de 16 bits, permetent-li representar fins a 65,536 nivells de senyal, és a dir, 2 elevat a la 16a potència. Aquesta àmplia gamma de nivells de quantificació contribueix a proporcionar una reproducció precisa i de alta fidelitat.